# Museu Lee Ungno
O Museu Lee Ungno (coreano: 이응노 미술관) é um museu de arte em Daejeon, Coreia do Sul.

## História
O museu foi inaugurado em 2007. Os designers do museu ganharam o Prêmio de Excelência no Prêmio Coreano de Arquitetura de 2007 e também o Prêmio da Associação de Arquitetos da Coreia pelo design exclusivo do edifício. O prédio do museu foi projetado pelo arquiteto francês Laurent Beaudouin. Em 2012, Seo Seung-wan doou uma pintura de Lee Ungno para o museu, esta pintura é chamada de "Tela de 8 painéis de sete longevidades". Em abril de 2013, Park In-kyeong fez cerca de duas sessões de pintura oriental no museu. Desde 2020, o museu faz parte da plataforma Google Arts & Culture. Em junho de 2021, o museu organizou uma exposição virtual chamada "Text, Patterns: Lee Un-no's Text Abstract". Em 2021, o museu lançou o programa educacional Ungno Lee para as férias de verão de 2021.

## Coleções
O museu contém 1.366 obras de arte. Em uma das exposições do museu, chamada ArtLab, foram exibidas obras de Kim Deok-Han. O museu também fez exposições de esculturas das décadas de 1960 e 1980. Em julho de 2014, o museu apresentou uma exposição com 119 obras vencedoras no primeiro concurso de arte Ungno Lee, onde participaram cerca de 700 alunos de escolas primárias da Coreia do Sul. Em outubro de 2014, o museu apresentou uma exposição com obras de Hans Hartung, Pierre Soulages e Zao Wou-Ki. Em 2015, o museu lançou uma exposição em colaboração com a Escola de Cultura e Tecnologia KAIST e a empresa de tecnologia do museu Tango Mic, chamada "Ungno Lee, um gesto de paz". Em 2018, o museu lançou uma exposição chamada "The Epic of Abstraction" com obras de arte que datam das décadas de 1950 a 1980. Em outubro de 2021, uma exposição chamada "Beyond the window of my room" foi apresentada no museu, apresentando as obras de arte de Park In-kyung. A quinta competição ArtLab do museu apresentou obras de arte dos artistas coreanos Cheon Chan-mi, Kim Jeong-in, Koh Dong-hwan, Kim Jae-kyung, Kang Cheol-gyu, Kim Ja-hye e Kang Cheol-gyu. Em 2021, uma exposição chamada "Finding Solidarity" foi realizada no museu, que apresentava obras de arte de Joo-Young Oh, Woo-Joo e Hee-Kyung Lim.